# Leptognathia parabranchiata
Leptognathia parabranchiata är en kräftdjursart som beskrevs av Rosalia Konstantinovna Kudinova-Pasternak 1978. Leptognathia parabranchiata ingår i släktet Leptognathia och familjen Leptognathiidae. Inga underarter finns listade i Catalogue of Life.